# Eugène Leygue
Pour les articles homonymes, voir Leygue.
Eugène Leygue est un artiste peintre et dessinateur français né à Toulouse le 27 janvier 1813 et mort à Paris le 4 août 1877.

## Biographie

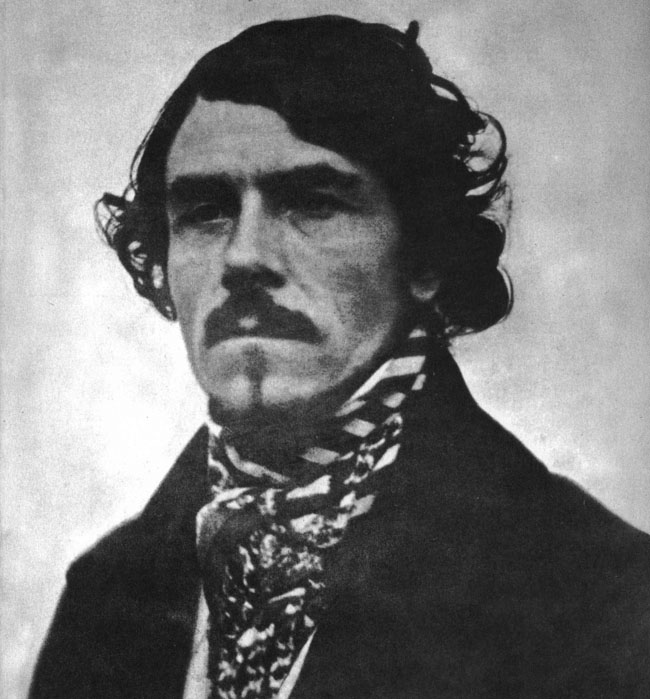
Eugène Delacroix en 1842

Eugène naît le 27 janvier 1813 du mariage de Pierre Dominique Leygue (1759-1825), avocat, et Sylvie Raby (1774-1739).
Élève d'Eugène Delacroix, la grande lisibilité de cette filiation le dessert dans ses premiers envois au Salon de peinture et de sculpture, la critique portant un regard tout particulièrement sévère sur son envoi de 1842, Aglaé de Phalère, toile inspirée d'une scène de la tragédie d'Alexandre Soumet Le Gladiateur représentée à la Comédie-Française l'année précédente : « Un de ses esclaves lui présente une corbeille de fruits parmi lesquels elle choisit celui qui doit servir à empoisonner l'un de ses amants ». La revue L'Artiste observe ainsi : « L'Aglaé de Phalère de M. Eugène Leygue est l'imitation la plus servile qu'il soit possible d'imaginer : c'est au point que tout le monde, ayant présent au souvenir la Cléopâtre de M. Delacroix, a cru reconnaître une Cléopâtre dans cette Aglaé qui, comme la reine d'Égypte, cherche le poison dans une corbeille de fruits que lui présente un esclave ». 

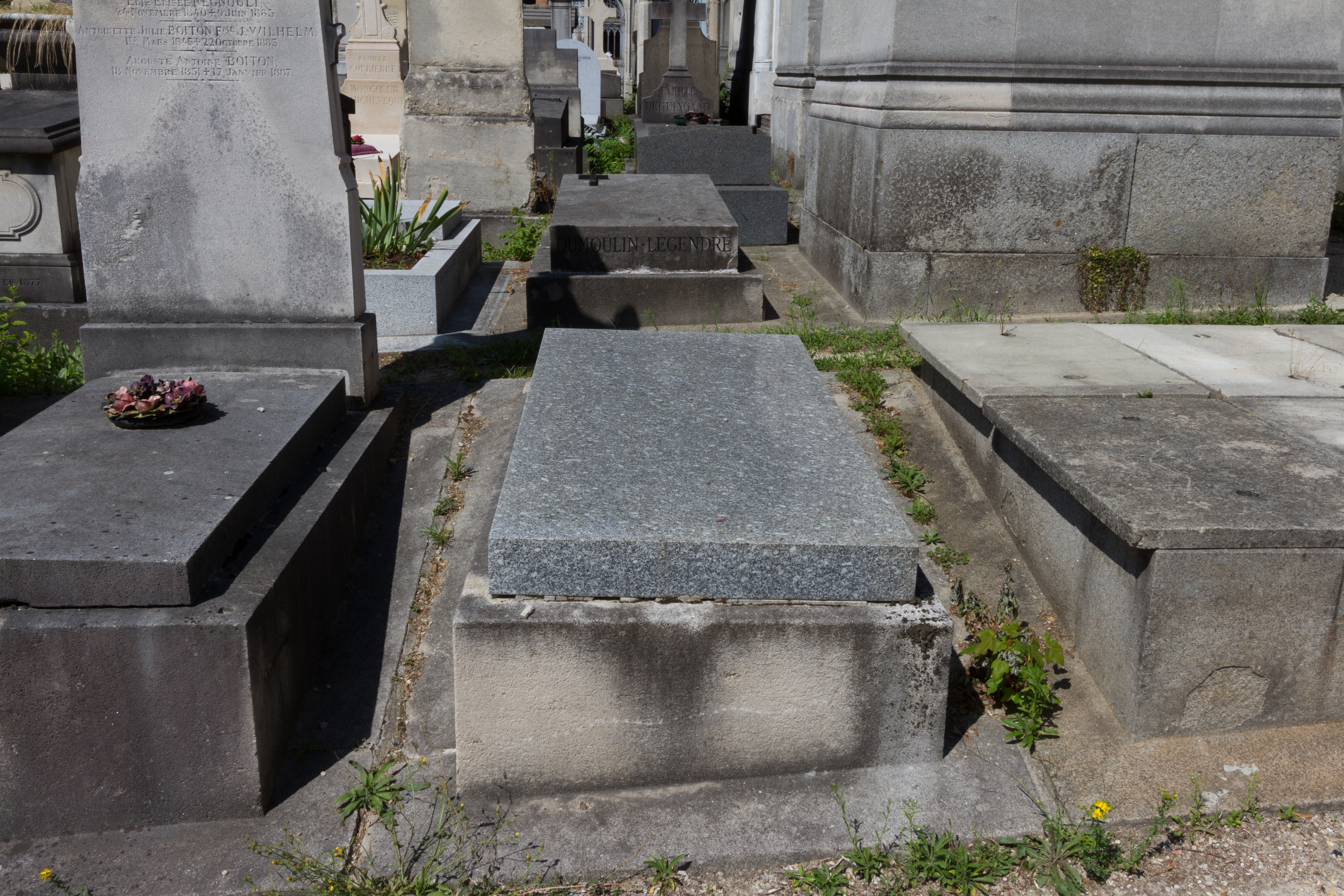
Cimetière du Père-Lachaise, tombe d'Eugène Leygue

Les catalogues annuels du Salon, où le nom d'Eugène Leygue apparaît doublement dans la section Peintures et dans la section Dessins, le disent successivement installé au 61, rue de Dunkerque, au 27, rue Alexandre-de-Humboldt, enfin au 11, Boulevard de Clichy. Émile Delignières restitue ses fréquents séjours à Abbeville où il choisit de partager le « modeste atelier » de l'abbé Jean-François-Martial Dergny, vicaire de l'église Saint-Gilles et artiste peintre, à qui il apporte des conseils. De fait, participant au Salon de 1861, l'abbé Dergny s'y présente comme l'élève d'Eugène Leygue.
Mort le 4 août 1877, Eugène Leygue est inhumé au cimetière du Père-Lachaise, division 62, chemin Luzarraga. Son atelier, dont le catalogue est établi par l'exprt H. Brame, est dispersé à l'Hôtel Drouot le 14 janvier 1878.

## Expositions
- Salon de peinture et de sculpture, Paris, de 1839 à 1877[1].
- Exposition universelle de 1855, Paris, Descente de Croix d'après Daniele da Volterra, 1854[6] (tableau destiné au Petit Palais de Paris où il n'est plus conservé[7]).
- Delacroix, ses maîtres, ses amis, ses élèves, musée des Beaux-Arts de Bordeaux, mai-septembre 1963.

## Collections publiques

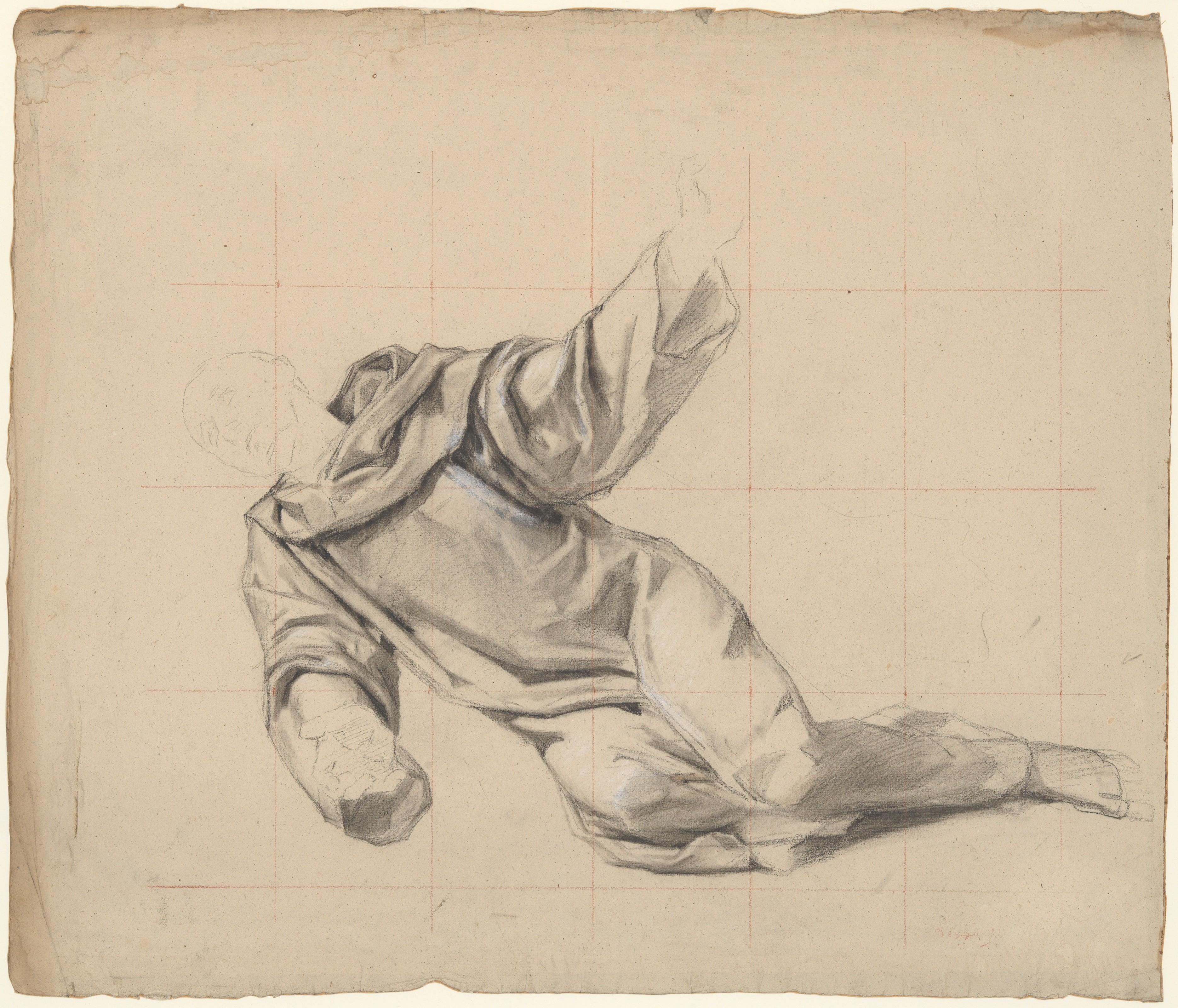
Homme tombant, dessin, Metropolitan Museum of Art

### États-Unis
- Metropolitan Museum of Art, New York, Homme debout[8] et Homme tombant[9], dessins.

### France
- Musée des Beaux-Arts de Chambéry, Les fiancés, huile sur toile 224x151cm, 1867.
- Église Notre-Dame de Lignières, La Samaritaine, huile sur toile acquise par l'État au Salon de 1870.
- Église Notre-Dame-de-Bon-Port, Nantes, Saint Louis dans son oratoire d'après Alexandre Cabanel, tableau-retable de la chapelle Saint-Louis[10].
- Musée d'Art et d'Histoire de Rochefort-sur-Mer, Charles VI distrait de sa folie par Odette et par son fou, huile sur toile 210x145cm, 1868[1],[11].
- Musée des Augustins de Toulouse, Orphelines, huile sur toile 192x145cm, vers 1865[12].
- Cathédrale Saint-Pierre de Montpellier, La descente de croix, huile sur toile,1855.

## Réception critique
- « Peu d'originalité mais beaucoup de délicatesse dans le dessin et le choix des couleurs chez ce peintre de genre et de (petite) histoire. » - Gérald Schurr[13]
- « Eugène Leygue peint Charles VI distrait de sa folie par Odette et par son fou. Dans un assez grand format, Leygue figure le roi assis sur une chaise au dossier sculpté dans le style néogothique, le regard perdu dans le vague. À ses pieds, sa maîtresse Odette de Champdivers joue aux cartes pour divertir le roi, aidée du fou qui se tient debout derrière elle. L'entreprise semble pourtant échouer, à en juger par le regard vide de Charles VI. Les rois de France sont donc présentés par les peintres dans toute leur vulnérabilité grâce à une approche sentimentale, et dans la simplicité du cadre privé. Les femmes, dont la présence est récurrente, servent de faire-valoir et permettent l'humanisation du monarque. Leur évocation se rapporte toujours à celle du roi grâce auquel l'histoire a conservé la mémoire de leur nom. » - Oriane Hébert[11]

### Biographie
- Émile Delignières, Notice sur la vie et les œuvres de M. l'abbé Dergny, vicaire de Saint-Gilles et membre de la Société d'émulation, Imprimerie C. Paillart, Abbeville, 1875.
- Gilberte Martin-Méry, Delacroix - Ses maîtres, ses amis, ses élèves, Musée des Beaux-Arts de Bordeaux / Imprimerie Delmas, 1963.
- Gérald Schurr, Le Guidargus de la peinture, Les Éditions de l'Amateur, 1996.
- André Roussard, Dictionnaire des peintres à Montmartre, Éditions André Roussard, Paris, 1999.
- Emmanuel Bénézit, Dictionnaire des peintres, sculpteurs, dessinateurs et graveurs, Gründ, 1999.
- Oriane Hébert, La peinture d'histoire en France sous le Second Empire libéral (1860-1870), Université Blaise-Pascal - Clermont-Ferrand II, 2016.